# Col·licle superior
En neuroanatomia, el tubercle quadrigeminat superior o col·licle superior és una estructura que es troba al sostre del mesencèfal dels mamífers. En els vertebrats no mamífers, l'estructura homòloga es coneix com a tecte òptic, o lòbul òptic. La forma adjectiva tectal s'utilitza habitualment per a ambdues estructures.
En els mamífers, el col·licle superior forma un component principal del mesencèfal. És una estructura aparellada i juntament amb els col·licles inferiors aparellats formen els tubercles quadrigeminats. El col·licle superior té una estructura en capes, amb un patró semblant al de tots els mamífers. Les capes es poden agrupar en capes superficials (estrat òptic i més amunt) i capes profundes. Les neurones de les capes superficials reben l'entrada directa des de la retina i responen gairebé exclusivament a estímuls visuals. Moltes neurones de les capes més profundes també responen a altres modalitats, i algunes responen a estímuls en múltiples modalitats. Les capes més profundes també contenen una població de neurones relacionades amb el moviment, capaces d'activar també els moviments oculars així com altres respostes. En altres vertebrats el nombre de capes en el tecte òptic homòleg varia.
La funció general del sistema tectal és dirigir les respostes conductuals cap a punts específics de l'espai centrat en el cos. Cada capa conté un mapa topogràfic del món circumdant en coordenades retinotòpiques, i l'activació de les neurones en un punt concret del mapa evoca una resposta dirigida cap al punt corresponent en l'espai. En els primats, el col·licle superior s'ha estudiat principalment pel que fa al seu paper en la direcció dels moviments oculars. L'entrada visual de la retina, o l'entrada de "comandament" de l'escorça cerebral, creen un "bump" d'activitat en el mapa tectal, que, si és prou fort, indueix un moviment ocular sacàdic. Fins i tot en els primats, però, el col·licle superior també està implicat en la generació de girs del cap dirigits espacialment, moviments d'abast del braç, i canvis en l'atenció que no impliquen moviments definits. En altres espècies, el col·licle superior està implicat en una àmplia gamma de respostes, incloent girs del cos sencer en rates quan caminen. En els mamífers, i especialment en els primats, l'expansió massiva de l'escorça cerebral redueix el col·licle superior a una fracció molt més petita de tot el cervell. No obstant això, segueix sent important pel que fa a la funció com a centre integrador principal dels moviments oculars.
En espècies que no són mamífers, el tecte òptic està implicat en moltes respostes, com ara en el fet de nedar en els peixos, en el vol dels ocells, en els cops amb la llengua cap a les preses de les granotes i els cops amb els ullals de les serps. En algunes espècies, inclosos els peixos i els ocells, el tecte òptic, també conegut com a lòbul òptic, és un dels components més grans del cervell.
Nota sobre terminologia: Aquest article segueix la terminologia establerta a la literatura, utilitzant el terme "col·licle superior" quan es parla de mamífers i "tecte òptic" quan es parla d'espècies específiques que no són mamífers o de vertebrats en general.